# Bozner Lauben

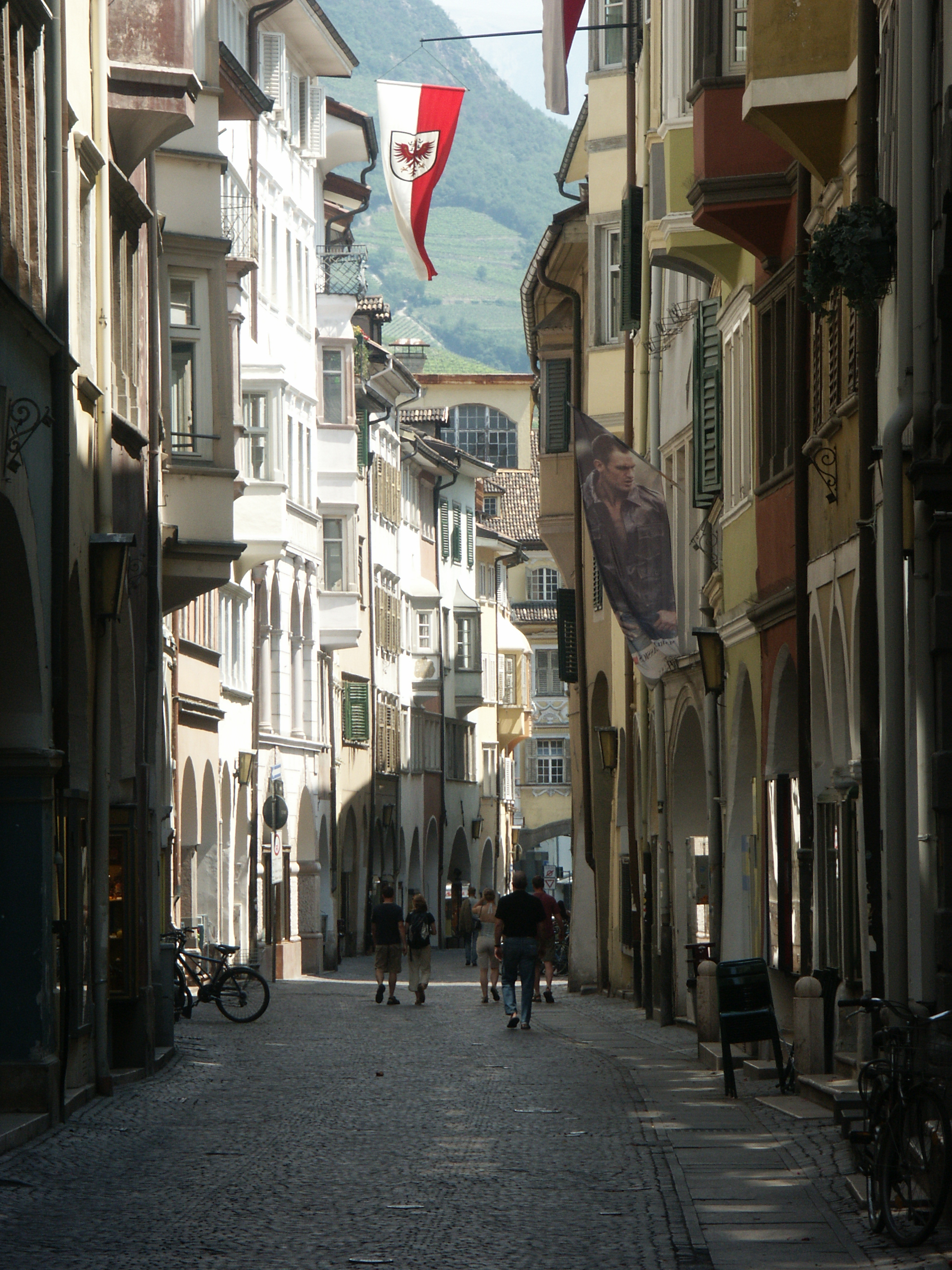
Die Bozner Lauben mit Blickrichtung Osten

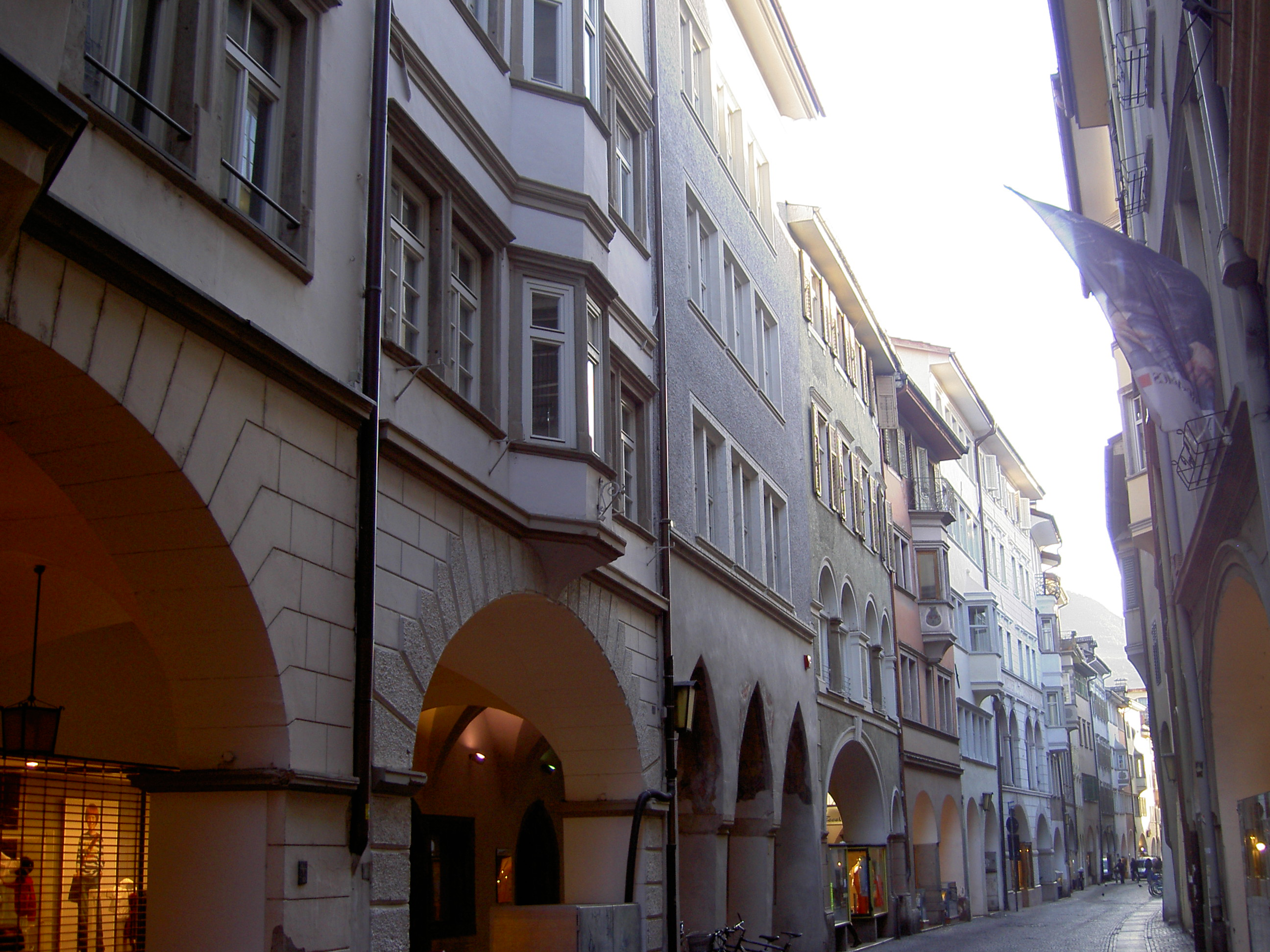
Die Nordseite der Bozner Lauben mit Blickrichtung Osten

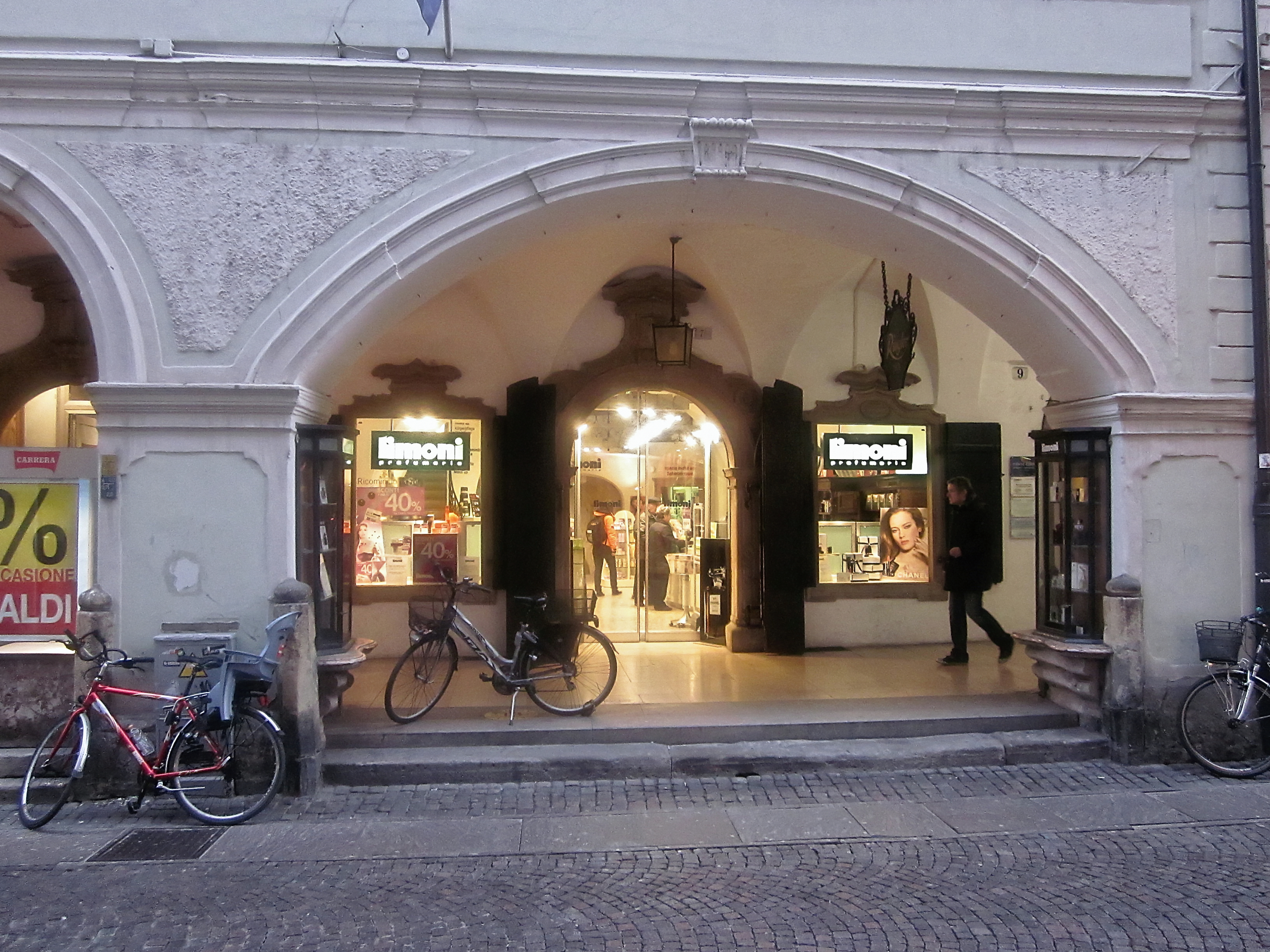
Ehemaliges Geschäft des k.u.k. Hoflieferanten Josef Ringler’s Söhne (2011)

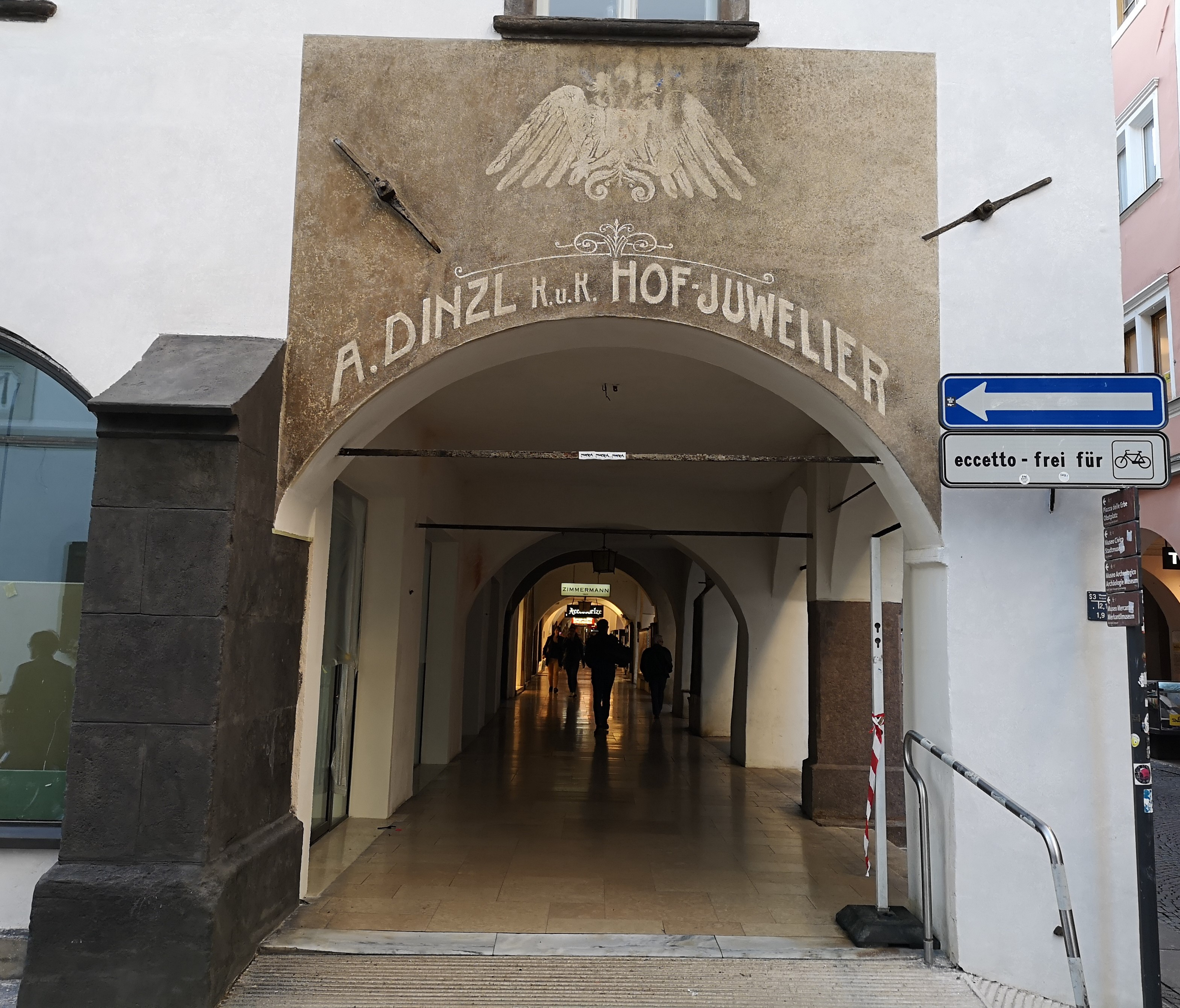
Aufschrift des K.u.K. Hof-Juweliers A. Dinzl am Waaghaus unter den südlichen Lauben mit dem Doppeladler (2019)

Die Bozner Lauben (auch Laubengasse; italienisch: Via dei Portici) sind eine Sehenswürdigkeit von Bozen, der Landeshauptstadt Südtirols. Sie gelten als Keimzelle der mittelalterlichen Stadtanlage und sind bis heute die wichtigste Straße der Altstadt, die diese von Osten nach Westen, vom Rathausplatz zum Obstmarkt durchschneidet.

## Geschichte
Die Lauben wurden im ausgehenden 12. Jahrhundert – in der Spätzeit der Herrschaft Kaiser Friedrichs I. Barbarossa – von den Bischöfen von Trient als zeittypische Straßenmarktanlage (Einstraßenanlage) mit zentralem Getreidemarkt (dem Kornplatz samt Waaghaus) nahe der ebenfalls am Kornplatz gelegenen ehemaligen Stadtburg errichtet. Die Bischöfe suchten damit einen von ihnen kontrollierten Handelsplatz im Bozner Talkessel zu schaffen, dessen Kontrolle sie allerdings rasch mit den Grafen von Tirol teilen mussten. 
Die städtische Marktsiedlung bestand ursprünglich nur aus einer Straße (der heutigen Laubengasse) und einem Platz (dem nördlichen Teil des heutigen Kornplatzes) mit der St.-Andreas-Kapelle. Die Häuser der Händler entstanden nach einem im süddeutschen Raum weit verbreiteten Plan mit einer schmalen Front an der Straße von etwa 6 m und einer Länge des Grundstücks von etwa 20 m nach hinten, mit Lagern, Ställen und Knechtsgebäuden. Die Lauben wurden zunächst aus Holz errichtet, aber nach einem Stadtbrand von 1224, bei dem 150 Menschen starben und auch die bischöfliche Burg abbrannte, durch Mauergewölbe ersetzt. Zu Beginn des 13. Jahrhunderts wurden die nördlichen Lauben als  „welsche Gewölbe“ und die südlichen als „deutsche Gewölbe“ (oder welsche und teutsche Lauben) bezeichnet, da die Bozner Kaufleute zu Messezeiten ihre Gewölbe vermieteten, wobei die nördlichen Lauben bevorzugt den Kaufleuten aus dem Süden vorbehalten waren, die südlichen denen aus dem Norden. 
Die Altbezeichnung der Lauben ist schon 1490 als „unter den Gewölben“ urkundlich bezeugt. Einige Kaufmannsfamilien, wie die Fugger, unterhielten in Bozen eigene Kontore unter den Lauben. Noch heute bestehen die Adresse und die Räume des k.u.k. Hoflieferanten Josef Ringler’s Söhne unter den Lauben 7.
Das ursprüngliche Erscheinungsbild der Lauben entsprach der giebelseitigen Bauweise des sogenannten Innstadthauses, wie noch aus älteren Ansichten wie Merians Stadtvedute von 1649 hervorgeht; erst im 17. und 18. Jahrhundert wurden die Straßenfronten nach und nach traufseitig umgestaltet.
Die Neuplanungen des italienischen Faschismus für ein weitgehend italianisiertes „Groß-Bozen“ sahen gemäß dem Bauleitplan von Marcello Piacentini von 1934 auch den Abriss der gesamten nördlichen Laubenzeile vor, wonach nach erfolgter Straßenverbreiterung der mittelalterlichen, „deutschen“ Architektur eine italienisch geprägte Bebauung hätte entgegengesetzt werden sollen. Nur der Kriegsausbruch von 1939/40 verhinderte diese Maßnahmen.

## Aussehen und Beschaffenheit
Die Laubenhäuser zeichnen sich durch eine charakteristische Architektur mit mehrfacher Funktion aus:
- Im Erdgeschoss finden sich die Laubengänge, auf denen sich das merkantile Leben abspielte, und dahinter die sog. „Gewölbe“, in denen die Waren gelagert wurden.
- In den Stockwerken darüber befinden sich die Wohnungen, rund um einen Innenhof angelegt, den sog. Lichthof, der auch den innen liegenden Fenstern Tageslicht bringen sollte. Meistens haben die Treppen in diesem Lichthof schmiedeeiserne Geländer.

Die Laubenwohnungen weisen eine sogenannte „schöne“ Schauseite, die auf die Laubengasse geht, auf, während die hinteren Räume dem Personal des Stadtpatriziats vorbehalten waren. Interessanter noch als die Stockwerke sind die Keller der Laubenhäuser, die zum Teil bis in die spätromanische Gründerzeit zurückgehen und vielfach der Einlagerung des in der Bozner Gegend gebauten Weines dienten. Sie sind mit Gewölben ausgestattet und reichen oft zwei oder drei Stockwerke in die Erde, was der knapp bemessenen Breite der Grundstücke von gerade einmal 3,6 Meter geschuldet ist. Die Mauern, die gleichzeitig die Fundamente sind und die Häuser seit etlichen Jahrhunderten tragen, sind zweischalig: Lüftungsgänge ermöglichen die Zufuhr von Frischluft und halten die Keller schimmelfrei. Das Stadtbauamt hat bei der Neupflasterung der Laubengasse auf die Lüftungsschlitze in den Stufen wenig Bedacht genommen und diese teilweise zubetoniert, so dass in der Folge nicht wenige Keller feucht und schimmelig wurden.
Durch die Laubengasse fließt noch heute eine jetzt unterirdische Wasserrinne (in Bozen „Ritsch“, früher auch „Wiere“ oder „Nuesch“ genannt), die früher die Laubenhäuser mit Nutzwasser versorgt hat, aber auch zur Abfallentsorgung und bei der Brandbekämpfung verwendet wurde (sie ist durch die Pflasterung der Straße erkennbar).
Parallel zu den Lauben verlaufen auf den ehemaligen Stadtgräben die Dr.-Streiter-Gasse (nördlich) und die Silbergasse (südlich); sie sind durch mehrere schmale Quergänge mit den Lauben verbunden.
Auskunft über die Geschichte der Lauben gibt unter anderem der im Merkantilmuseum eingerichtete Rundgang durch das unterirdische Bozen.